# Łubianka (obwód homelski)
Łubianka (biał. Лубянка; ros. Лубянка, Łubianka) – wieś na Białorusi, w obwodzie homelskim, w rejonie kormańskim, w sielsowiecie Starahrad, przy drodze republikańskiej R30.